# Чоботи до колін

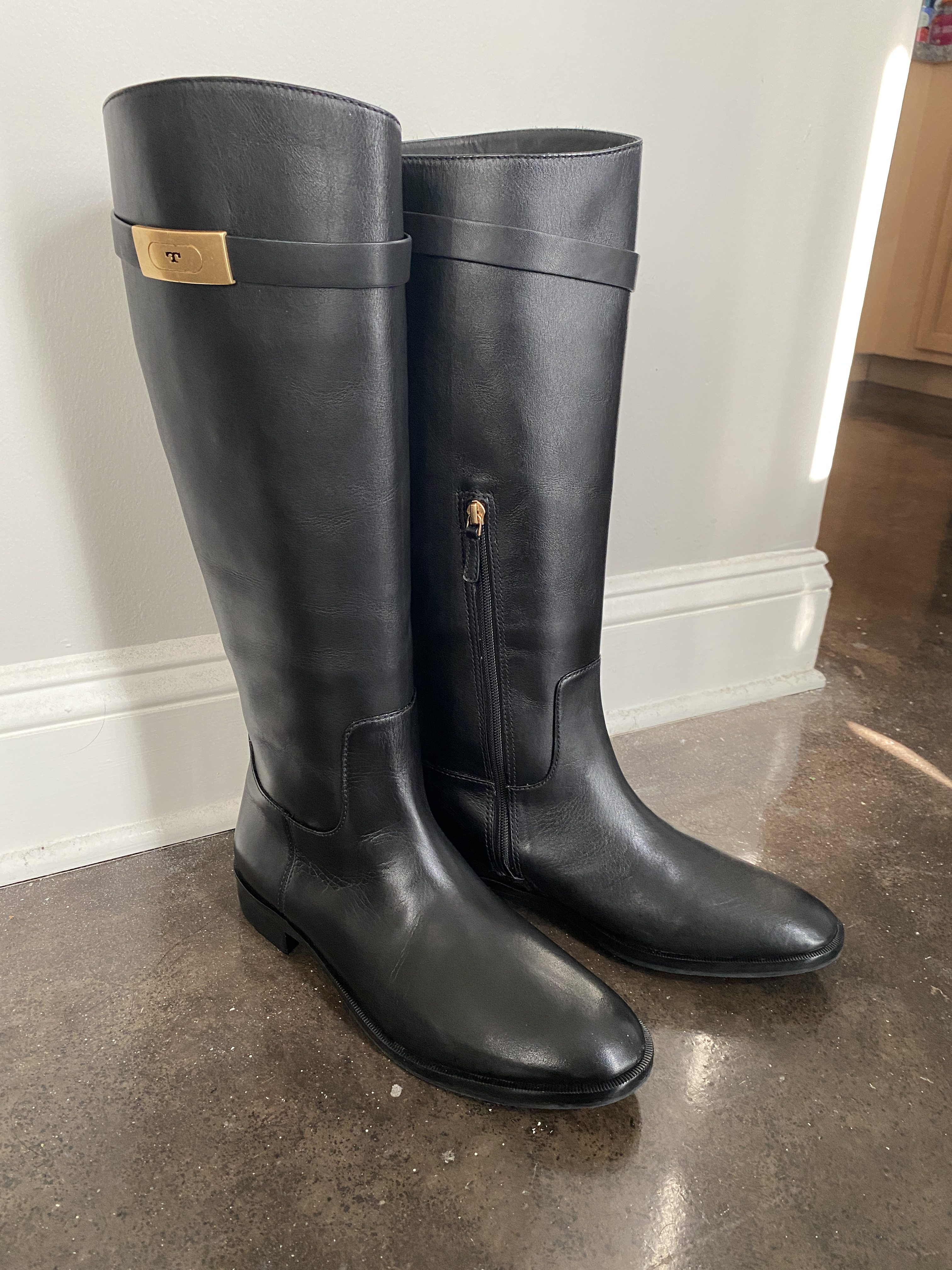
Жіночі чоботи до колін сучасного виробника

Чоботи до колін — чоботи з халявою висотою до коліна або трохи нижче. Як правило, халява звужується від коліна до щиколотки. Спочатку шкіряні чоботи до колін були складовою частиною військової форми, а гумові чоботи використовувалися, головним чином, мисливцями, рибалками й фермерами для захисту ніг від води та бруду.
Модельні чоботи до колін виникли у другій половині 1950-х. Особливої популярності вони набули наприкінці 1960-х у зв'язку з модою на мініспідниці (див. чоботи ґоу-ґоу). Виробляються модельні чоботи до колін з натуральної шкіри, з текстилю та з різних синтетичних матеріалів. За фасоном поділяються на цільні (без застібок), чоботи з блискавкою (з внутрішнього боку, чи позаду), шнуровані чоботи (ботильйони), а також різноманітні комбіновані моделі.